# Sander Duits
Sander Duits (Putten, 29 agosto 1983) è un allenatore di calcio ed ex calciatore olandese, di ruolo centrocampista.

## Palmarès

### Giocatore

#### Competizioni nazionali
- Eerste Divisie: 1

RKC Waalwijk: 2010-2011